# Skärtjärnen (Idre socken, Dalarna, 685514-131493)
Skärtjärnen är en sjö i Älvdalens kommun i Dalarna och ingår i Dalälvens huvudavrinningsområde. Sjön har en area på 0,111 kvadratkilometer och ligger 740,4 meter över havet. Sjön avvattnas av vattendraget Jonassjöbrunnan.

## Delavrinningsområde
Skärtjärnen ingår i det delavrinningsområde (685490-131553) som SMHI kallar för Inloppet i Hammarsjön. Medelhöjden är 743 meter över havet och ytan är 3,11 kvadratkilometer. Det finns inga avrinningsområden uppströms utan avrinningsområdet är högsta punkten. Jonassjöbrunnan som avvattnar avrinningsområdet har biflödesordning 2, vilket innebär att vattnet flödar genom totalt 2 vattendrag innan det når havet efter 512 kilometer. Avrinningsområdet består mestadels av skog (40 procent) och sankmarker (47 procent). Avrinningsområdet har 0,11 kvadratkilometer vattenytor vilket ger det en sjöprocent på 12,6 procent.